# Ral·li Vila de Llanes
El Ral·li Vila de Llanes és una prova de ral·li que es celebra anualment des de 1977 a la localitat asturiana de Llanes, la qual, en la majoria de les seves edicions, ha estat puntuable pel Campionat d'Espanya de Ral·lis d'Asfalt.
Jesús Puras és el pilot amb un nombre més gran de victòries amb sis.

## Palmarès
| Any  | Pilot                                      | Copilot                                    | Vehicle                                    | Camp.                                      | Ref.   |
| ---- | ------------------------------------------ | ------------------------------------------ | ------------------------------------------ | ------------------------------------------ | ------ |
| 1977 | Luis Lobato                                | Casas                                      | SEAT 1430-1800                             |                                            |        |
| 1978 | Constantino Suárez                         | José Bernardo Pino                         | SEAT 124-1800                              |                                            |        |
| 1979 | Miguel Martínez                            | Mortera                                    | Alpine-Renault                             |                                            |        |
| 1980 | José Luis Graña                            | Tomás Morales                              | SEAT 124-2000                              |                                            |        |
| 1981 | Tino Suárez                                | Abollo                                     | SEAT 124-1800                              |                                            |        |
| 1982 | Genito Ortiz                               | 'Susi' Cabal                               | Renault 5 Turbo                            | CERA                                       |        |
| 1983 | Genito Ortiz                               | 'Susi' Cabal                               | Renault 5 Turbo                            | CERA                                       |        |
| 1984 | Genito Ortiz                               | 'Susi' Cabal                               | Renault 5 Turbo                            | CERA                                       |        |
| 1985 | Bruno Saby                                 | Jean-François Fauchille                    | Peugeot 205 Turbo 16                       | CERA                                       |        |
| 1986 | Salvador Servià                            | Jordi Sabater                              | Lancia Rally 037                           | CERA                                       |        |
| 1987 | Carlos Sainz                               | Antonio Boto                               | Ford Sierra RS Cosworth                    | CERA                                       |        |
| 1988 | Josep Bassas                               | Antonio Rodríguez                          | BMW M3                                     | CERA                                       |        |
| 1989 | Josep Bassas                               | Antonio Rodríguez                          | BMW M3                                     | CERA                                       |        |
| 1990 | Jesús Puras                                | José Arrarte                               | Lancia Delta Integrale                     | CERA                                       |        |
| 1991 | Gustavo Trelles                            | Ricardo Ivetich                            | Lancia Delta HF Integrale 16V              | CERA                                       |        |
| 1992 | Jesús Puras                                | José Arrarte                               | Lancia Delta Integrale 16V                 | CERA                                       |        |
| 1993 | Josep Maria Bardolet                       | Joaquim Muntada                            | Opel Astra GSI 16v                         | CERA                                       |        |
| 1994 | Oriol Gómez                                | Marc Martí                                 | Renault Clio Williams                      | CERA                                       |        |
| 1995 | Oriol Gómez                                | Marc Martí                                 | Renault Clio Williams                      | CERA                                       |        |
| 1996 | Luis Climent                               | José Antonio Muñoz                         | Citroën ZX 16v                             | CERA                                       |        |
| 1997 | Jesús Puras                                | Carlos del Barrio                          | Citroën ZX 16v                             | CERA                                       |        |
| 1998 | Jesús Puras                                | Carlos del Barrio                          | Citroën Xsara VTS                          | CERA                                       |        |
| 1999 | Jesús Puras                                | Marc Martí                                 | Citroën Xsara VTS                          | CERA                                       |        |
| 2000 | Salvador Cañellas jr                       | Carlos del Barrio                          | Seat Córdoba WRC                           | CERA                                       |        |
| 2001 | Luis Monzón                                | José Carlos Deniz                          | Peugeot 206 WRC                            | CERA                                       |        |
| 2002 | Jesús Puras                                | Carlos del Barrio                          | Citroën Xsara WRC                          | CERA                                       | [ 1 ]  |
| 2003 | Félix García                               | Miguel Ángel García                        | Mitsubishi Carisma Evo VI                  |                                            |        |
| 2004 | Joan Vinyes                                | Xavier Lorza                               | Peugeot 206 S1600                          | CERA                                       | [ 2 ]  |
| 2005 | Dani Sordo                                 | Marc Martí                                 | Citroën C2 S1600                           | CERA                                       | [ 3 ]  |
| 2006 | Dani Solà                                  | Xavier Amigó                               | Citroën C2 S1600                           | CERA                                       | [ 4 ]  |
| 2007 | Alberto Hevia                              | Alberto Iglesias                           | Volkswagen Polo S2000                      | CERA                                       |        |
| 2008 | Sergio Vallejo                             | Diego Vallejo                              | Porsche 997 GT3 RS                         | CERA                                       |        |
| 2009 | Alberto Hevia                              | Alberto Iglesias                           | Skoda Fabia S2000                          | CERA                                       |        |
| 2010 | Alberto Hevia                              | Alberto Iglesias                           | Skoda Fabia S2000                          | CERA                                       | [ 5 ]  |
| 2011 | Alberto Hevia                              | Alberto Iglesias                           | Skoda Fabia S2000                          | CERA                                       | [ 6 ]  |
| 2012 | Sergio Vallejo                             | Diego Vallejo                              | Porsche 997 GT3 RS                         | CERA                                       | [ 7 ]  |
| 2013 | Víctor Senra                               | Diego Vallejo                              | Mitsubishi Lancer Evo X                    | CERA                                       | [ 8 ]  |
| 2014 | Miguel Ángel Fuster                        | Ignacio Aviñó                              | Ford Fiesta R5                             | CERA                                       |        |
| 2015 | Sergio Vallejo                             | Diego Vallejo                              | Porsche 997 GT3 RS                         | CERA                                       | [ 9 ]  |
| 2016 | Cristian García Martínez                   | Rebeca Liso                                | Mitsubishi Lancer Evo X                    | CERA                                       | [ 10 ] |
| 2017 | Iván Ares                                  | José Antonio Pintor                        | Hyundai i20 R5                             | CERA                                       | [ 11 ] |
| 2018 | Miguel Ángel Fuster                        | Ignacio Aviñó                              | Ford Fiesta R5                             | CERA                                       | [ 12 ] |
| 2019 | Pepe López                                 | Borja Rozada                               | Citroën C3 R5                              | CERA                                       | [ 13 ] |
| 2020 | Edició suspesa per la pandèmia de covid-19 | Edició suspesa per la pandèmia de covid-19 | Edició suspesa per la pandèmia de covid-19 | Edició suspesa per la pandèmia de covid-19 | [ 14 ] |
| 2021 | Iván Ares                                  | David Vázquez                              | Hyundai i20 R5                             | CERA, S-CER                                | [ 15 ] |